# Rondeslottet

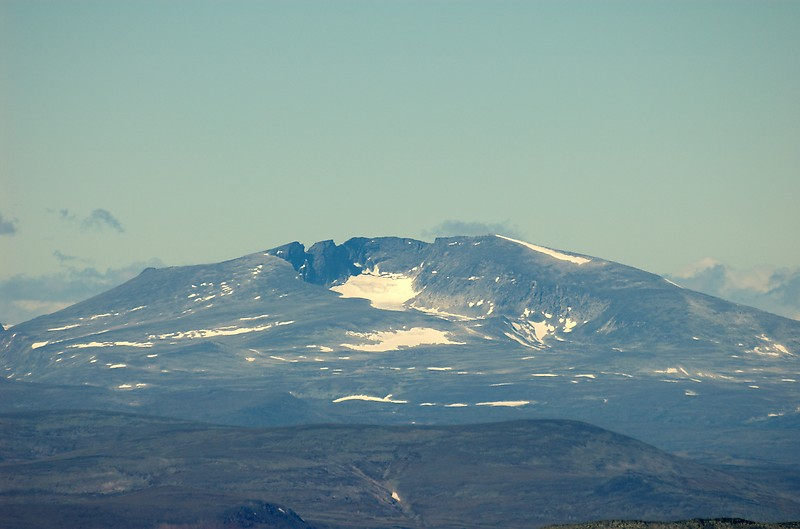
Imatge del cim des del vessant sud

El Rondslottet (2.178 m) és un pic situat entre els municipis de Dovre i Folldal, al comtat d'Innlandet.